# Josef Bücheler
Josef Bücheler (* 1. April 1936 in Wiesbaden) ist ein bildender Künstler. Er lebt und arbeitet in Rottweil am Neckar.

## Werk

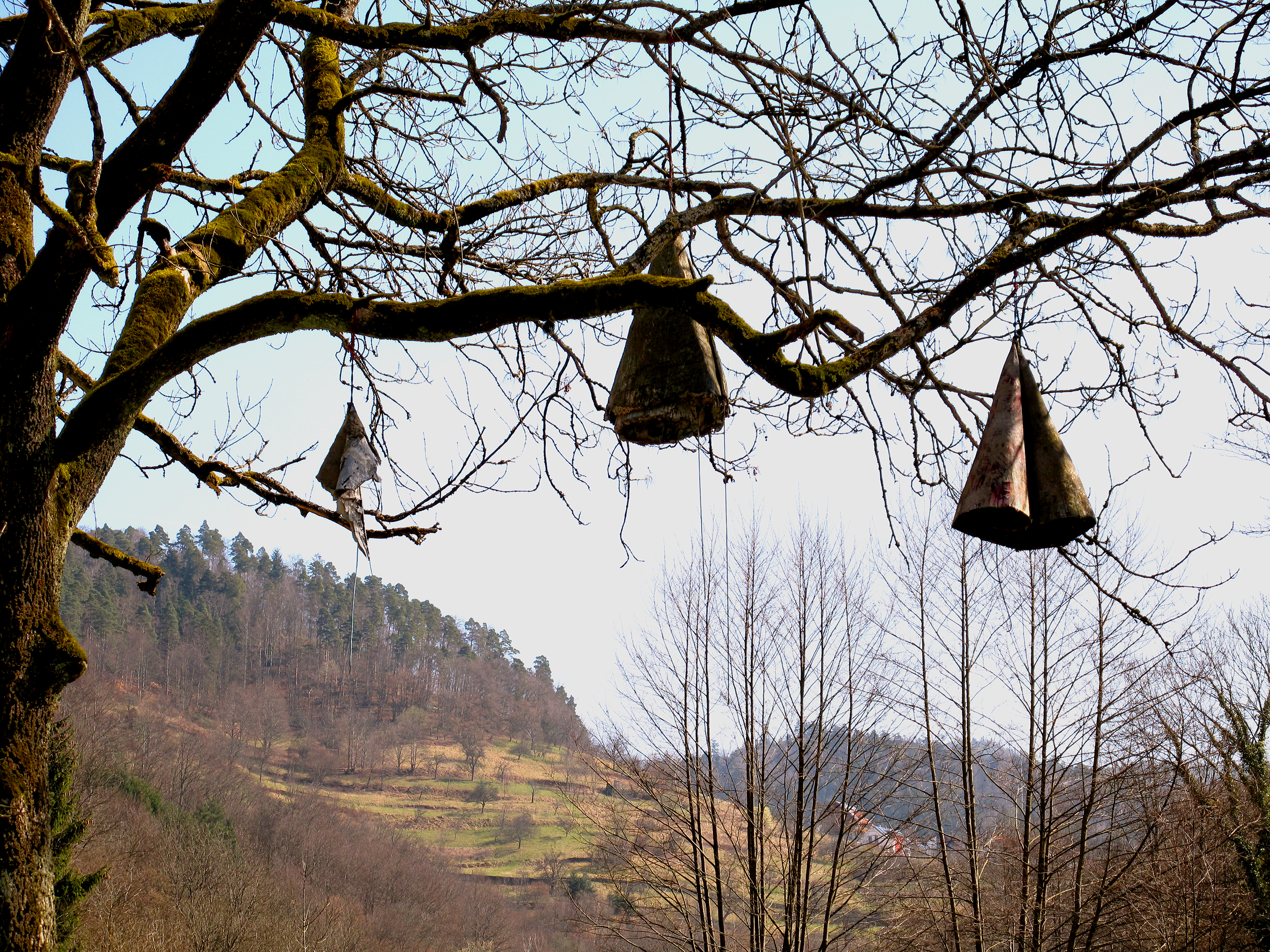
Glockenbaum (2007), Kunstweg am Reichenbach (Gernsbach)

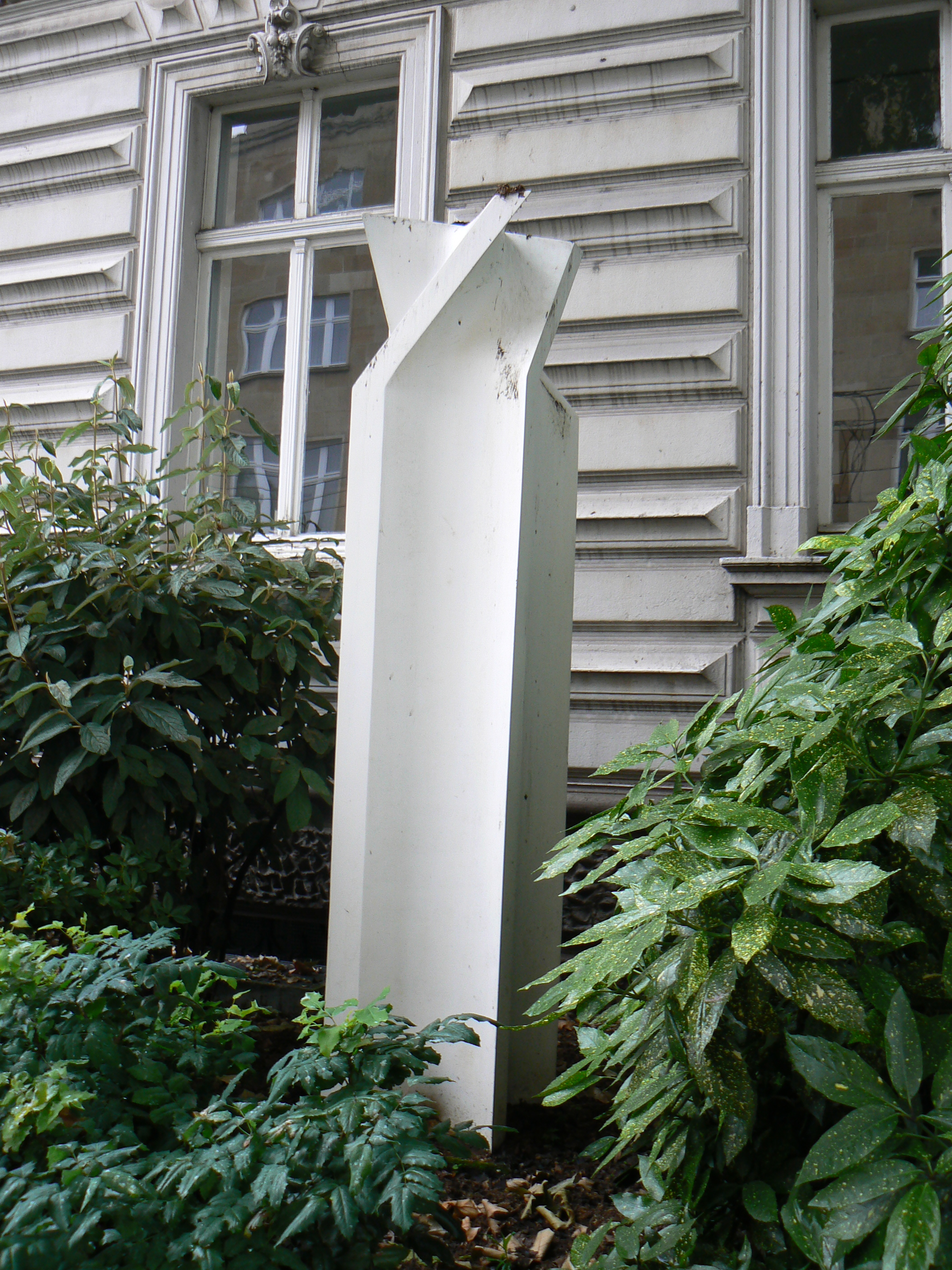
GFK 5/75 (1975), vor dem Kunstmuseum Gelsenkirchen

Josef Bücheler hat mit seinen Objekten und Zeichnungen einen Beitrag zur Kunst der Postmoderne geleistet. Sein Hauptwerk steht im Zeichen der Arte Povera. Sein frühes Werk der 1970er Jahre umfasst Polyesterarbeiten, die sich mit Abwandlungen aus stereometrischen Körpern beschäftigen und geometrische Zeichnungen. Seit den frühen 80er Jahren entstehen Objekte aus Weidenruten und Papier oder Seil und Papier und Zeichnungen auf Büttenpapier. Ab Mitte der 1980er Jahre realisiert Josef Bücheler auch Installationen in Bäumen, bei denen er mit Erde und Asche bemalte Papierflächen in Astgabelungen spannt. Bis heute umfasst diese Werkgruppe über 60 Papierinstallationen in lebenden Bäumen.

## Werdegang
- 1951–1954 Lehre als Tapezierer und Polsterer in der großväterlichen Werkstatt in Wiesbaden. Zeichenunterricht bei Gewerbelehrer Artur Obertreis in Wiesbaden.[2]
- 1957–1959 Lehre als Kunstglaser und Glasmaler. Zeichnen und Schrift in der Werkkunstschule Wiesbaden bei Johannes Boehland
- 1959–1962 Noviziat in der Benediktinerabtei St. Matthias, Trier. Siebdruck und Lithografie in Abendkursen bei Edgar Ehses
- 1974–1999 Lehrauftrag für Kunst, Werken und Technik an der Maximilian-Kolbe-Schule, Rottweil
- 1979 und 1981 Arbeitsaufenthalte als Bildhauer und Lehrer im Entwicklungsprojekt Shanti-Dipshikha, Bangladesch

Bücheler ist Mitglied im Deutschen Künstlerbund und im Künstlerbund Baden-Württemberg. Er initiierte und kuratierte bis 2008 die Ausstellung Marchtaler Fenster, Neue Kunst der Diözese Rottenburg-Stuttgart im Innenhof der ehemaligen Klosteranlage Obermarchtal und ist Initiator des Skulpturengartens KUNSTdünger Rottweil in Rottweil.

## Preise
Josef Bücheler erhielt
- 1986 Projektpreis Zeichnung und Zeichenprozesse der Stadt Freiburg
- 1990 Projektpreis Installationen mit Reinhard Klessinger, Landkreis Breisgau-Hochschwarzwald
- 1996 Erich-Heckel-Preis des Künstlerbundes Baden-Württemberg
- 2011 Kunstpreis der Stadt Donaueschingen[6]
- 2023 Kunstpreis der Bräunlich-Bieser Stiftung[7]